# Dimitris Stamou
Dimitris Stamou, född 7 april 1991 i Thessaloniki, Grekland, är en grekisk fotbollsspelare som för närvarande spelar som målvakt för Iraklis i Grekiska superligan. Han började sin karriär som ungdomsspelare i Iraklis.